# Diego Zilio
Diego Zilio (* 23. Juli 1989 in Garibaldi) ist ein brasilianischer Fußballspieler. Er wird im zentralen Mittelfeld eingesetzt.

## Karriere
Er spielte in seiner Jugend bei den brasilianischen Vereinen EC Juventude, EC Guarani, SER Caxias do Sul und Goiás EC. In den Anfängen seiner weiteren Karriere spielte er dann in Portugal bis zum Sommer 2010 beim AC Alcanenense. Danach wechselte er in die B-Mannschaft von Marítimo Funchal auf Madeira. Dort war er für eine Saison aktiv und wechselte im darauf folgenden Sommer 2011 nach Deutschland, wo er sich in Schleswig-Holstein dem Itzehoer SV anschloss. Eine weitere Saison später zog es ihn dann weiter nach Niedersachsen zum TSV Ottersberg, für welchen er in der Oberliga Niedersachsen aktiv war und in 30 Spielen zehn Tore beisteuerte.
Danach wechselte er wieder zurück nach Portugal und schloss sich erneut für eine Saison dem AC Alcanenense an. Bis zum Ende von 2014 kam er dann beim CD Santa Clara erstmals in seiner Karriere in insgesamt zwei Spielen in der zweiten portugiesischen Liga zum Einsatz. Der erste war am 9. August 2014 zuhause bei einem 1:1 gegen den Clube Oriental Lissabon, in welchem er als Linksaußen in der Startaufstellung stand. Sein letzter Einsatz war am 30. November 2014 gegen seinen ehemaligen Klub Marítimo Funchal; das Spiel gewann Santa Clara mit 2:0. Hier stand er ebenfalls in der Startelf. Im nächsten Jahr spielte er dann bis zum Sommer für União Leiria, das nächste halbe Jahr ging es für ihn dann zum GS Loures. Von 2016 bis zum Sommer 2018 lief er dann für den SC União Torreense auf. Seit der Saison 2018/19 ist er für den GD Peniche aktiv.